# 朴南春
朴南春（：／ Park Nam-chun；1958年7月2日—），大韓民國自由派政治人物，第19、20屆國會議員，2018年當選仁川廣域市長，2022年尋求連任失敗。